# 순수 (드라마)
《순수》는 KBS 2TV에서 1998년 8월 17일부터 1998년 10월 5일까지 방영된 월화 미니시리즈이다.

## 방송 시간
| 방송 채널 | 방송 기간                         | 방송 시간                              |
| KBS 2TV   |                                   |                                        |
| --------- | --------------------------------- | -------------------------------------- |
| KBS 2TV   | 1998년 8월 17일 ~ 1998년 9월 15일 | 월, 화 밤 9시 50분 ~ 10시 50분 (1시간) |
| KBS 2TV   | 1998년 9월 21일 ~ 1998년 10월 5일 | 월, 화 밤 9시 50분 ~ 11시 (1시간 10분) |

## 등장 인물

### 주요 인물
- 류시원 : 하진우 역 (아역 서상원)

라디오 PD. 감성적이며 다정다감하다. 친구 현석의 소개로 만난 혜진에게 첫눈에 반하게 된다. 라디오 작가로 들어온 혜진을 보며 어린 시절의 추억을 떠올리게 된다. 사실 혜진은 어린 시절에 헤어졌던 이복동생이다.
- 한재석 : 강현석 역

라디오 PD. 집안이 부유하고 바람둥이 기질이 있는 플레이보이다. 혜진을 본 순간 첫눈에 반하지만 진우와 혜진이 남매지간이라는 사실을 모르고 있다. 친구 진우 몰래 혜진을 좋아하지만 진우 때문에 차차 마음에 묻어두고 있다.
- 이본 : 차인경 역

화끈하고 털털한 성격의 소유자. 진우와 현석의 둘도 없는 10년지기 친구이지만 현석을 우정 이상으로 여기고 있다.
- 명세빈 : 윤혜진 역 (아역 정혜영)

라디오 작가. 본명 하은희. 차분하고 조용하면서 여성스럽다. 부모 곁에서 자라지 못하고 삼촌 집에서 지내게 된다. 어린시절 이복오빠 진우의 존재를 서서히 잊혀졌다가 25년 만에 다시 만나 진우를 기억하지 못하지만 서서히 기억을 되찾게 된다. 그리고 시간이 흐르면서 진우와는 이복남매가 아니라 남남이란 것을 알게 된다.

### 주변 인물
- 정동환 : 진우의 아버지 역
- 김해숙 : 진우의 어머니 역
- 양금석 : 윤나경 역 - 혜진의 생모
- 김민정 : 인경의 어머니 역
- 이한위 : 라디오 PD 선배 역
- 서갑숙 : 라디오 PD 선배 미화 역
- 이근희 : 라디오 PD 선배 역
- 안연홍 : 한송희 역
- 하다솜 : 방송작가 역
- 강경헌 : 정은주 역
- 권이지 : 이서희 역 - 탤런트, 라디오 DJ
- 권현영 : 유진 역
- 김덕구
- 김규

### 그 외 인물
- 한현배 : 방송국 경비원 역
- 김대환 : 택시기사 역
- 김하균 : 한PD 역
- 진운성 : 택시기사 역
- 손종범 : 이PD 역
- 박재현
- 손민우
- 안홍진
- 이칸희
- 박철
- 김시원
- 김지영 : 민박집 주인 역
- 박영숙
- 이영정
- 안대용 : 해진 외삼촌 역
- 이금복 : 해진 외숙모 역
- 한범희 : 인경 맞선남 역
- 김덕현 : 현석 동료 역
- 신소미 : 현석 전여친 역
- 백재현
- 이용진 : 연구원 역
- 김진구
- 임진응
- 손주연
- 구본영
- 구자미
- 강우경
- 이은주
- 신귀식 : 송희 아버지 역
- 김현성
- 이경실 : 이서희의 아는 언니 역
- 장용 : 이부장 역
- 조재훈

### 특별출연
- GIRL

## 편성 변경
- 1998년 10월 5일 15회와 마지막회인 16회를 연속으로 방영하였다. 참고로, 10월 6일 화요일에는 추석 특선영화 《스피드》를 방영하였다.

## 이모저모
- 윤혜진 역에는 스타급 연기자들이 물망에 올렸으나 영화 촬영 등의 이유로 실패하자 명세빈을 간신히 낙점시켰고 이복남매 간의 사랑을 소재로 한다는 이유로 비난을 사기도 했다.[1]
- 당초 제목이 〈순수시대〉로 하여 손영목 작가가 집필하기로 되어 있었으나 담당 PD와의 마찰로 집필을 포기하자 작가 홍영희와 최호연으로 바뀌면서 제목 역시 《순수》로 변경되었다.[2]